# Thorictus vestitus
Thorictus vestitus là một loài bọ cánh cứng trong họ Dermestidae. Loài này được Wollaston miêu tả khoa học năm 1864.